# Oxypoda lurida
Oxypoda lurida är en skalbaggsart som beskrevs av Thomas Vernon Wollaston 1857. Oxypoda lurida ingår i släktet Oxypoda, och familjen kortvingar. Arten har ej påträffats i Sverige.